# Kværs
Kværs er en landsby i Sønderjylland med 391 indbyggere  (2024). Kværs er beliggende to kilometer nord for Tørsbøl, otte kilometer vest for Gråsten og 25 kilometer vest for Sønderborg. Byen tilhører Sønderborg Kommune og er beliggende i Region Syddanmark. Den hører til Kværs Sogn, og Kværs Kirke. Landsbyen ligger på den vestlige side af de op til 70 meter høje morænebakker. Vest for byen er landskabet fladt og lå i århundreder hen som uopdyrket hede. Nu er det opdyrket eller plantet til som plantage, kun midt inde i plantagen er der en rest  af det oprindelige hede-areal tilbage, kaldet “æ flysan”.
Foruden kirken er der præstegård, friskole, sportshal, børnehave, forsamlingshus og kro. Kværs Idrætsfriskole startede i sommeren 2013, i de samme bygninger som den nedlagte folkeskoles. Der er 60 elever fordelt fra 0-6 klasse. Målet er at have klasser op til 9. klasse.

## Stenparken, skulptur og vandresti
I områder omkring Kværs Tørsbøl og Snurom har der i mange år været aktiviteter med lergravning til de lokale teglværker ved Nybøl Nor. Dette har medført at mange store sten er kommet frem til overfladen.
På et areal vest for kirken, hvor Degnegården har ligget, er der er placeret 15 forskellige sten med en diameter på 75-150 cm. Ved hver sten er der opsat en plade der kort beskriver stenens navn. Der endvidere opsat en infotavle, der beskriver stenene og deres oprindelse.
I nærheden af stenparken er der opstillet træskulpturen “Fluxes”, fremstillet af den italienske kunstner Carlo Abbái. Derfra går der en vandresti til Kværs Plantage, hvor markerede vandreveje fører ind til indlandsklitterne og gennem hele skoven.

## Erhverv
Virksomheden SydWeb er beliggende i Kværs. Firmaet Dansk Autohjælp har en afdeling i Kværs, Gråsten Fjerkræ har hovedsæde og gårdbutik i Kværs, der er endvidere blandt andet kro, tømrer-og snedkermester, autoværksted og en maskinhandel.

## Historie
Kværs omtales i Løgumbogen i 1360, som Qwerse. Der er forskellige tydninger af navnet. En sandsynlig tydning kan være "Kvar" = stille sø. I ældre tid fandtes et søområde nordvest for byen.
Kirken er en romansk kampestens kirke fra omkring 1200.
Kværs Skoles historie kan føres mere end 300 år tilbage, idet der foreligger dokumentation for ansættelse af degnen Johan Frederik Lausen som skoleholder fra 1697. Fra 1697 og frem til 1872 går stillingen i arv i samme familie fra far til søn og svigersøn, i 175 år er det den samme familie, der var lærere på skolen i Kværs. Den første skolebygning var i brug indtil 1807, hvor der bygges en ny et andet sted i byen. Den fik lov til at bestå til 1890, hvor den rives ned og erstattes af den bygning, der stadig ligger vest for kirken, og som var i funktion til 1948, hvor den nuværende skole blev taget i brug.
Ved Kværs kirke er der et græsareal vest for kirken, hvor der tidligere har ligget en firlænget gård med navnet Degnegården. På denne plads skal der anlægges et område med 15 pladser til sten, som er gravet op fra undergrunden i forbindelse med lergravning til de lokale teglværker. Det skal være 15 forskellige sten med en størrelse så de har en diameter på 75-150 cm. Ved hver sten laves en plade der kort beskriver stenens navn og kendetegn og måske vægt. Underlaget som stenene skal ligge på bliver af beton ovenpå et lag af stabilgrus. Betonlaget er valgt fordi det kræver meget lidt vedligeholdelse og når det laves så det er i niveau med græsse omkring kan græs slåning foretages uhindret helt ind over betonpladen. Det har fra Kværs Kirke været en betingelse at der er meget lidt vedligeholdelse på det anlagte areal, som for inden projektet blot er en græsplæne der skal slås med en plæneklipper. I forbindelse med de 15 sten bliver der opsat en infotavle, der har 8 sider til beskrivelse af stenene og deres oprindelse og rejse hertil. Infotavlen der skal sættes op skal være af samme type som vejvæsnet har anvendt til beskrivelse af motorvejsprojektet mellem Sønderborg og Kliplev. Vejvæsnet har placeret en på strækningen mellem Søgård og Kliplev.
Landsbyrådet, der er projektholder, har kontakt til en geolog, der vil hjælpe med denne beskrivelse af stenene.
Infotavlen skal indeholde endnu et lokalt element, nemlig historien om Degnegården, der lå placeret på det omtalte areal foran kirken. Degnegården blev i 1981 pillet ned og genopført på Friluftsmuseet Slesvig-Holsten i Molfsee ved Kiel hvor den tager sig meget flot ud. Denne historie ønskes også på infotavlen med billeder og beskrivelser det flotte arbejde, der førte til bevarelse af et unikt stykke kulturarv.
- Forsamlingshuset
- Idrætsfriskolen
- Kværshallerne
- Genforeningssten
- Kværs Andelsmejeri omkring 1910. Mejeriet var i drift fra 1899 til 1962
- Degnegårdspladsen
- Degnegården på Friluftsmuseet i Molfsee